# George Joseph Popják

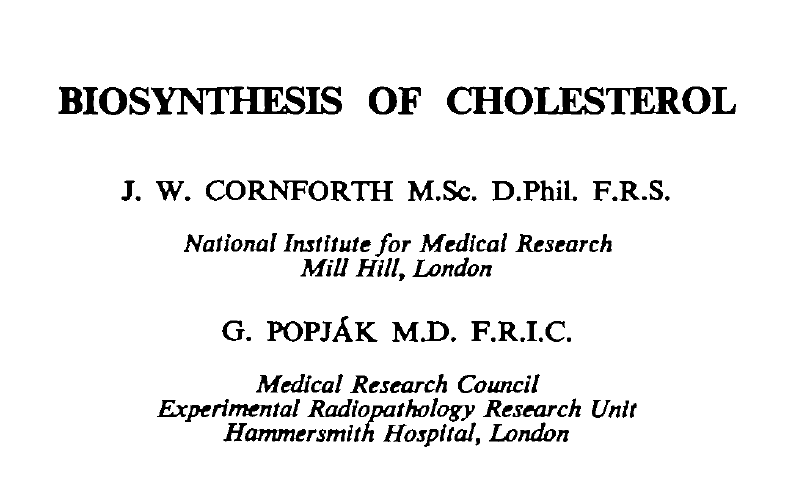
Eine Veröffentlichung von George Joseph Popják und John Cornforth

George Joseph Popják (* 5. Mai 1914 in Kiskundorozsma; † 30. Dezember 1998 in Westwood, Los Angeles) war ein ungarisch-britischer Biochemiker, der von 1968 bis 1984 als Professor an der University of California, Los Angeles fungierte. Er beschäftigte sich insbesondere mit der Untersuchung des Fettstoffwechsels und trug durch seine Forschung wesentlich zur Aufklärung der Cholesterinbiosynthese bei. Für sein Wirken wurde er unter anderem 1961 als Fellow in die Royal Society und 1971 in die American Academy of Arts and Sciences aufgenommen sowie 1968 mit der Davy-Medaille geehrt.

## Leben
George Joseph Popják wurde 1914 im heutigen Szeged als Sohn eines Ingenieurs und einer Grundschullehrerin geboren und absolvierte ein Studium der Medizin an der Franz-Joseph-Universität in Szeged, das er 1938 mit der Promotion und dem höchsten Prädikat „Sub Auspiciis Gubernatoris“ abschloss. Anschließend war er zunächst als Anatomieassistent an der Universität tätig, bevor er eine Weiterbildung zum Pathologen begann. Kurz vor Beginn des Zweiten Weltkrieges verließ er Ungarn und ging mit einem Stipendium des British Council nach London, wo er nach zwei Jahren als wissenschaftlicher Mitarbeiter in der Abteilung für Pathologie des Hammersmith Hospital eine Anstellung als Dozent in der Abteilung für Pathologie des St Thomas’ Hospital erhielt.
1947 wechselte er an das ebenfalls in London ansässige National Institute for Medical Research. Von 1953 bis 1962 leitete er die am Hammersmith Hospital beheimatete Experimental Radiopathology Research Unit des Medical Research Council. Anschließend war er bis 1968 als Co-Direktor des Chemical Enzymology Laboratory in Sittingbourne tätig. 1968 wechselte er an die University of California, Los Angeles (UCLA), an der er als Professor für biologische Chemie und Psychiatrie fungierte. Nach seiner Emeritierung 1984 war er in der Atherosclerosis Research Unit der UCLA bis kurz vor seinem Tod weiterhin in der Forschung tätig. Er starb 1998 in Westwood, einem Ortsteil von Los Angeles.

## Wissenschaftliches Wirken
George Joseph Popják, der während seiner Karriere rund 230 wissenschaftliche Publikationen veröffentlichte, begann in den 1940er Jahren mit biochemischen Forschungsarbeiten zum Fettstoffwechsel, insbesondere zur Biosynthese der Sterole und anderer Lipide. Ab den frühen 1950er Jahren konzentrierte er sich auf die Untersuchung der Biosynthese des Cholesterins. Dabei nutzte er insbesondere Substrate, die an definierten Molekülpositionen radioaktiv markiert waren.
Auf diese Weise sowie durch enzymologische Methoden konnte er zusammen mit Konrad Bloch, Feodor Lynen und insbesondere mit John W. Cornforth, mit dem er in England rund zwei Jahrzehnte lang zusammenarbeitete, die einzelnen Reaktionsschritte der Bildung von Cholesterin aufklären. Darüber hinaus wies er nach, dass die Fettsäuresynthese nicht in den Mitochondrien als Umkehrung der β-Oxidation abläuft, sondern auf einem eigenständigen Enzymsystem im Zytosol basiert. Nach seinem Wechsel an die UCLA beschäftigte er sich vor allem mit der Regulation der Cholesterinbiosynthese.

## Auszeichnungen
George Joseph Popják erhielt in Anerkennung seiner Forschung unter anderem 1966 die Ciba-Medaille der Britischen Biochemischen Gesellschaft und 1967 gemeinsam mit Peter Holtz, Ulf von Euler und John Cornforth den für herausragende Forschungsleistungen zu Bluthochdruck und Arteriosklerose vergebenen Stouffer-Preis. Von der Royal Society, die ihn 1961 zu ihrem Fellow wählte, wurde ihm 1968 zusammen mit John Cornforth die Davy-Medaille verliehen, die höchste wissenschaftliche Auszeichnung in Großbritannien im Bereich der Chemie. Die Königliche Akademie der Wissenschaften und Schönen Künste ernannte ihn 1955 zum auswärtigen Mitglied, 1971 wurde er in die American Academy of Arts and Sciences aufgenommen.

## Werke (Auswahl)
- Chemistry, Biochemistry and Isotopic Tracer Technique. London 1955
- Biochemical Problems of Lipids. London 1956 (als Mitautor)
- Biosynthesis of Lipids. London 1963 (als Herausgeber)